# قرية الدار (مذيخرة)
قرية الدار

تعديل مصدري - تعديل

قرية الدار محلة تابعة لقرية العقرمي، التابعة لعزلة الاشعوب بمديرية مذيخرة إحدى مديريات محافظة إب في الجمهورية اليمنية، بلغ تعداد سكانها 229 حسب تعداد اليمن لعام 2004.